# Катастрофа Ту-154 под Бейрутом
Катастро́фа Ту-154 под Бейру́том — крупная авиационная катастрофа, произошедшая 30 сентября 1975 года над Средиземным морем близ побережья Ливана. Авиалайнер Ту-154А авиакомпании Malév выполнял рейс MA-240 по маршруту Будапешт — Бейрут, но рухнул в море за несколько минут до посадки. Погибли все находившиеся на его борту 60 человек — 50 пассажиров и 10 членов экипажа.
Официальная причина катастрофы так никогда и не была названа.

## Самолёт
Ту-154 (заводской номер 74A053, серийный 0053) был выпущен Куйбышевским авиазаводом (КуАПО) в январе 1974 года и 21 января того же года был передан египетской авиакомпании EgyptAir, где получил бортовой номер SU-AXG и имя Howait-Hur. 19 марта 1975 года был возвращён в СССР, где начал эксплуатироваться в ВВС СССР (борт CCCP-85053). 1 июня того же года был куплен венгерской авиакомпанией Malév, где получил б/н HA-LCI. В июле был переделан в модель Ту-154А. Оснащён тремя турбовентиляторными двигателями НК-8-2У производства КМПО. На день катастрофы (по имеющимся данным) налетал 1186 часов.

## Экипаж
Состав экипажа рейса MA-240 был таким:
- Командир воздушного судна (КВС) — Янош Пинтер (венг. Pintér János).
- Второй пилот — Карой Квас (венг. Kvasz Károly).
- Штурман — Арпад Моховиц (венг. Mohovits Árpád).
- Бортинженер — Иштван Хорват (венг. Horváth István).
- Бортмеханик — Ласло Майорош (венг. Majoros László).

В салоне самолёта работали пятеро бортпроводников:
- Агнеш Кмет (венг. Kmeth Ágnes),
- Рихард Фрид (венг. Fried Richárd),
- Мерцедес Сентпай (венг. Szentpály Mercedesz),
- Миклошне Херцег (венг. Herczegh Miklósné),
- Ласлоне Немет (венг. Németh Lászlóné).

## Катастрофа
29 сентября самолёт должен был выполнять регулярный рейс из Будапешта в Бейрут, но из-за нелётной погоды в аэропорту прибытия вылет постоянно откладывался. Наконец в Бейруте погодные условия несколько улучшились, после чего в 23:10 рейс MA-240 вылетел из будапештского аэропорта Ферихедь. Всего на его борту находились 50 пассажиров, в том числе — 1 житель Венгрии, 4 французские монахини, 2 финских дипломата, британская пара с ребёнком, ещё 1 англичанин, а также жители Ливана, Египта и Саудовской Аравии.
Около 02:33 рейс MA-240 покинул воздушное пространство Кипра и вошёл в воздушную зону Ливана, поэтому экипаж связался с ливанским авиадиспетчером Наджибом Абу Джаббером (англ. Najib Abou Jabber). За 20 минут до ожидаемого времени посадки экипаж получил указание снижаться до высоты 6000 футов (1,83 километра). При этом радиомаяк аэропорта из-за непогоды был неисправен. Согласно документальной передаче венгерского телеканала TV2, экипаж затем получил указание задержаться и ожидать разрешение на посадку. По свидетельству очевидцев, вскоре над морем раздался взрыв, а после этого засветка самолёта пропала с экрана радиолокатора.

## Версии о причинах
Даже когда стало ясно, что самолёт упал в Средиземное море и все 60 человек на его борту погибли, никаких официальных заявлений об этом не последовало. Лишь через три недели венгерские газеты разместили короткое сообщение о том, что бортовые самописцы не были найдены. В связи с этим в последние годы начали появляться гипотезы о том, что есть связь между данным рейсом и Организацией освобождения Палестины (ООП), которая в 1975 году контролировала значительную часть Ливана, включая Бейрут, а всего за день до катастрофы открыла своё представительство в Будапеште.
Наиболее распространённая версия, что рейс 240 был сбит. В этом случае причастными указывают Израиль или Сирию. В качестве одного из аргументов сторонники такой теории указывают на малую заполненность самолёта — всего 50 пассажиров. Одним из вероятных объяснений этого может быть то, что самолёт перевозил оружие для ООП и её лидера Ясира Арафата. Также в самолёте могли лететь и представители ООП, возвращавшиеся после лечения в Будапеште. Имевший хорошую разведывательную сеть, Израиль мог знать об этом и таким образом дать понять Венгрии о необходимости прекращения поддержки движения ООП. Есть также версия, что груз сам детонировал, приведя к катастрофе. В этом случае также указывают на произошедшую 40 днями ранее (20 августа) при не до конца ясных обстоятельствах катастрофу чехословацкого Ил-62 под Дамаском, произошедшую на следующий день после открытия представительства ООП в Праге.
27 сентября 2007 года (через 32 года после катастрофы) министр гражданской обороны Венгрии Дьорди Сильваши (венг. Szilvásy György) написал письмо Роберту Репасси (венг. Répássy Róbert) (Фидес), что в 2003 году Венгерское управление национальной безопасности подготовило отчёт о катастрофе рейса 240, где указало, что никаких оригиналов материалов расследования не сохранилось, в связи с чем причина катастрофы не может быть установлена.